# Лазаренко, Василий Григорьевич
Василий Григорьевич Лазаренко (1920—1975) — красноармеец войск НКВД СССР, участник Великой Отечественной войны, Герой Советского Союза (1943).

## Биография
Василий Лазаренко родился 20 сентября 1920 года в селе Шахворостовка (ныне — Миргородский район Полтавской области Украины). После окончания семи классов школы работал на торфоразработках. В 1940 году Лазаренко был призван на службу в войска НКВД СССР. С начала Великой Отечественной войны — на её фронтах.
К маю 1943 года красноармеец Василий Лазаренко был наводчиком станкового пулемёта 3-го мотострелкового полка 1-й отдельной дивизии особого назначения внутренних войск НКВД СССР. 3 мая 1943 года, действуя во вражеском тылу в составе танкового десанта, Лазаренко скрытно подобрался к двум укрытым немецким танкам и подорвал их.
Указом Президиума Верховного Совета СССР от 25 октября 1943 года за «образцовое выполнение боевых заданий командования на фронте борьбы с немецкими захватчиками и проявленные при этом мужество и героизм» красноармеец Василий Лазаренко был удостоен высокого звания Героя Советского Союза с вручением ордена Ленина и медали «Золотая Звезда» за номером 1157.
После окончания войны Лазаренко был демобилизован. Вернулся в родное село. Скончался 21 апреля 1975 года.
Был также награждён рядом медалей.
В честь Лазаренко установлен его бюст в Миргороде и обелиск в Шахворостовке.